# Desmeocraera ciprianii
Desmeocraera ciprianii är en fjärilsart som beskrevs av Emilio Berio 1937. Desmeocraera ciprianii ingår i släktet Desmeocraera och familjen tandspinnare. Inga underarter finns listade i Catalogue of Life.